# Платинатрииттрий
Платинатрииттрий — бинарное неорганическое соединение
платины и иттрия
с формулой PtY3,
кристаллы.

## Получение
- Сплавление стехиометрических количеств чистых веществ:

{\displaystyle {\mathsf {Pt+3Y\ {\xrightarrow {1260^{o}C}}\ PtY_{3}}}}

## Физические свойства
Платинатрииттрий образует кристаллы
ромбической сингонии,
пространственная группа P nma,
параметры ячейки a = 0,7101 нм, b = 0,9584 нм, c = 0,6454 нм, Z = 4,
структура типа карбида железа Fe3C
.
Соединение образуется по перитектической реакции при температуре ≈1260 °C .